# Verkli

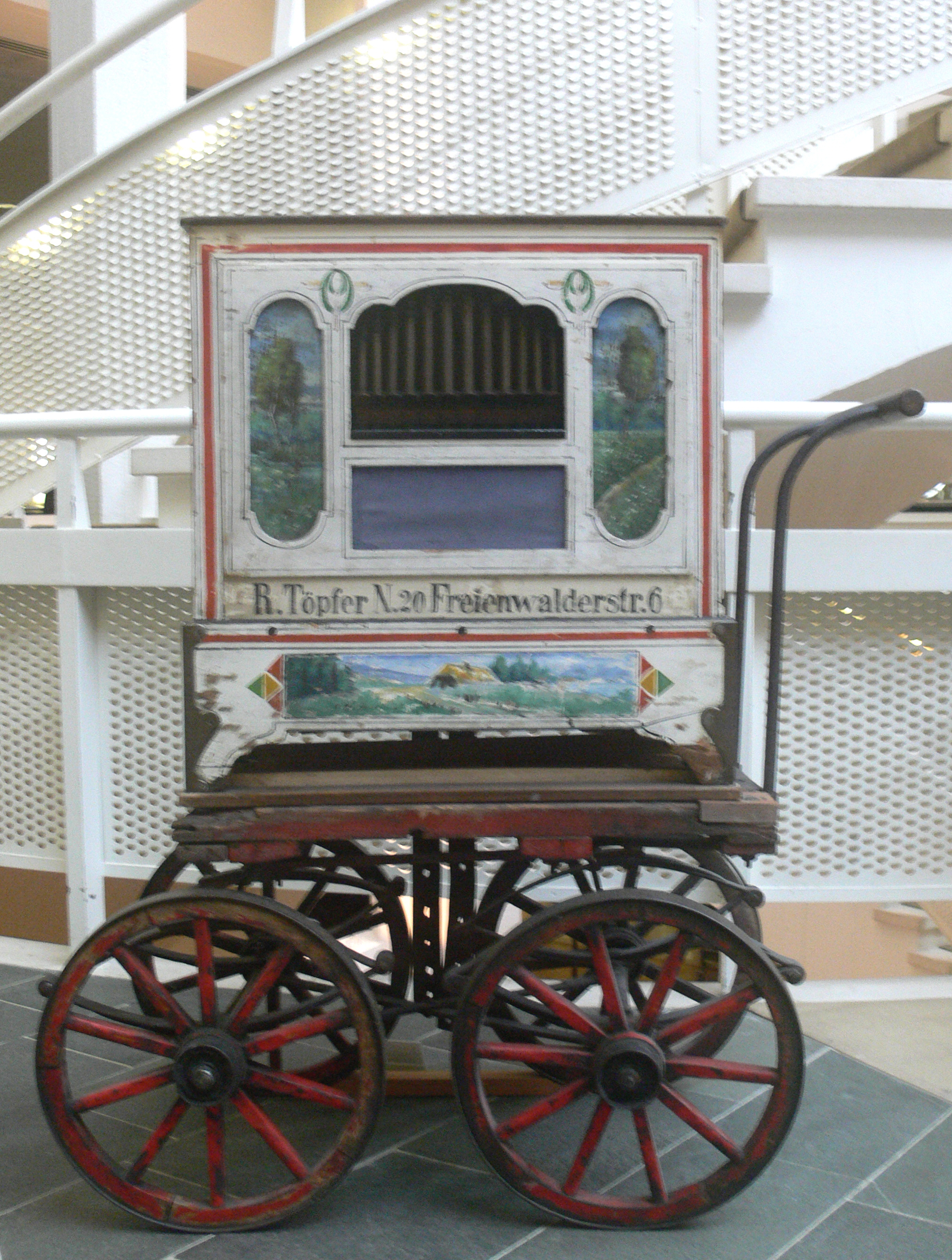
Kintorna 1900 körül

A verkli, más néven kintorna mechanikus hangszer, az oldalán vagy hátulján lévő kar tekerésével a játékos egyszerre táplálja a fújtatókat, és működtet egy kis fémszögecskékkel ellátott, forgó hengert  vagy továbbítja a lyukszalagot, s a szögecskék vagy lyukak közvetítésével, szelepeken továbbítódik a levegő a síprendszerhez. A szögecske vagy lyuk elhelyezkedése dönti el, hogy melyik síp szólal meg, és mikor.
Eredete igen régi időkre nyúlik vissza. A 18–19. században gyakran használták templomokban is, de utcai hangszerként is kedvelt volt, sokszor egy majom ült a tetején. A hangszer Molnár Ferenc A Pál utcai fiúk című regényében is felbukkan a Józsefváros utcáin.

## A kintorna története
Az automata és kézi hajtású zenegépek története sok száz évvel ezelőtt kezdődött, több nemzet, ország vallja magáénak a kintorna feltalálását. Fejlődésük a felvilágosodás korától a második világháborúig kíséri és hűen tükrözi a társadalom, a technika és a művészetek fejlődését.
A zenélő automaták és szerkezetek története összekapcsolódott olyan nagy emberekkel, mint Leonardo da Vinci, Athanasius Kircher, a tudós jezsuita páter vagy a magyar Kempelen Farkas. Észak-Olaszországban, a Németalföldön, Szászországban kiterjedt ipara volt a zenélő automatáknak. Egyes cégek csak a dobozok, sípok készítésével, míg mások a zeneművek kottázásával, szöges hengerekre, papírcsíkokra, bádogkorongokra történő átírásával foglalkoztak.
A 18. század végétől ezekből az országrészekből kezdtek elterjedni egész Európában. A szerkezetekkel együtt a gyártóhelyek vállalkozó kedvű polgárai is a gépekkel tartottak, működtetve, kezelve őket. Nem véletlen, hogy egyes országokban Orgona Italineri-nek, Orgona Barbierinek hívták a kintornát. A gépezetek - és velük a kintornások - az óceánon is átkeltek, észak- és Dél-Amerikában mai napig szeretettel őrzik emléküket. A legegyszerűbb, néhány sípos - családi otthonokban működtetett - madárorgonáktól a templomi zenészt helyettesítő automatákon keresztül a szekér nagyságú, dobokat, cintányérokat, húrokat megszólaltató zenegépig számtalan fajtáját ismerjük.
A kintorna a hangrögzítésre alkalmas fonográf elterjedéséig - sőt, sokáig még azt követően is - igen fontos szerepet játszott a köznapi emberek zenekultúrájában. Egy-egy új zenés színdarab, operett, opera népszerű betétdala, vagy egy új induló szinte már bemutatása másnapján megjelent az utcai zenészek repertoárjában. Ugyancsak e gépezetek előadásában ismerhették meg a városlakók az újonnan keletkezett könnyebb műfajú slágereket, dalokat is. Bár a zenekritikusok, zenetörténészek a magasművészetnek számító komolyzene kintornán történő megszólaltatását lebecsülték, számtalan művészt ihletett meg e hangszer. Neves zeneszerzők - Beethoven, Sztravinszkij, Ravel - alkottak zeneművet automatákra, írók, festők örökítették meg a kintornást. Legnagyobb sikerük az automata zenegépek gyártóinak akkor volt, amikor a hegedű vitathatatlanul legelső gyártóhelye, az olaszországi Cremona városa egy több, mint 100 sípos zeneautomatát rendelt.
A 20. század harmincas évéig a pest-budai utcakép általánosan ismert és kedvelt része volt a kintornás. A zenegép hangos sípja vagy zongorát utánzó dallama gyakran megszólalt a bérházak udvarain, a vendéglők kerthelyiségeiben. El sem lehetett képzelni nyáresti mulatságot, lakodalmat a Tabánban, Gellérthegyen vagy Óbudán kintorna nélkül.
Csak Budapesten - Újpest, Kispest és az egyéb városrészek külön városnak számítottak - a húszas, harmincas években még évi 200-250 kintornás engedélyt adtak ki. Még a II. világháború után is működött közülük jó néhány. A kintornás élete sok művészt ihletett meg. Az 1870-es években Tóth Ede írt színművet a "Kintornás családja" címmel, Kosztolányi, Karinthy és még jó néhány író, publicista örökítette meg a város alakjai között a zenegépek tulajdonosait. Hazánkban ennek ellenére az elmúlt évtizedekben a kintorna, a verkli, sípláda elfelejtődött.
A magyar nyelven az ilyen zenegépek három néven ismertek: a „kintorna” olasz eredetű szó, egykor a tekerőlantot hívták így. S mivel a zenegép is hasonló kurblival működik, a név ráragadt. A „verkli” szó német (igazából osztrák) eredetű, a Werkl szóból származik, a Monarchiában nevezték így az utcai zenegépeket. A "sípláda" szó önmagáért beszél, a síppal működő zenegépek elnevezése. Két fajta verkli volt használatban: a zongorahúrokkal működő klasszikus verkli (ez elsősorban Magyarországon, Ausztriában és... meglepő, de Dél-Amerikában kedvelték), a sípláda egész Nyugat-Európában elterjedt volt.
A német nyelvben a sípládának Drehorgel, míg a hagyományos zongoraverklinek Walzenklavier a neve. Ez utóbbi hengerzongorát jelent, akárcsak az angolban a „barrel piano” megnevezés. A „barrel organ” ennek megfelelően hengerorgonának fordítható.
A verklis neve angolul „organ grinder” - azaz orgonaőrlő - tekerő. A grinder szó másik jelentése: nehéz, lélekölő, egyhangú munka. Hogy a kintornázásról ragadt-e rá ez a szó az ilyen tevékenységre, vagy fordítva: nem tudni.
Olaszul Orgenetto di Barberia, franciául Orgue de Barbarie a neve a verklinek. Itt a barbár - azaz tanulatlan, faragtalan - a szó eredete.
Az amerikaiak „monkey organ”-nak azaz „majom orgoná”-nak nevezik a sípládát, de ismert a „hurdy-gurdy” név is. Ez valószínűleg a „grinder”-ből hangutánzással keletkezett szóösszetétel, ahogy kimondod, szinte az ember maga előtt látja a kintornatekerés mozdulatát. A majomhoz úgy kapcsolódik a hangszer, hogy korábban a verkliseknek mindig társuk volt egy élő kis majom...

## A verklik, kintornák szerkezete, működése
Automatikus megszólalásra olyan hangszerek alkalmasak, amelyek több, egymás mellé helyezett, és egymáshoz hangolt hangzószerből állnak. Ezért van az, hogy a zongorához, orgonához hasonló elven működő hangkeltő eszközöket találunk a zenélő automatákban és a kintornákban. Működésük alapelve: valamilyen adathordozó szerkezetre (henger, szalag, korong) rögzített vezérlők (csapok, lyukak) működtetik megfelelő sorrendben a hangkeltő eszközöket.
A vezérlőrendszerek működhettek hengerekkel, papír- és fémszalagokkal, lemezekkel.

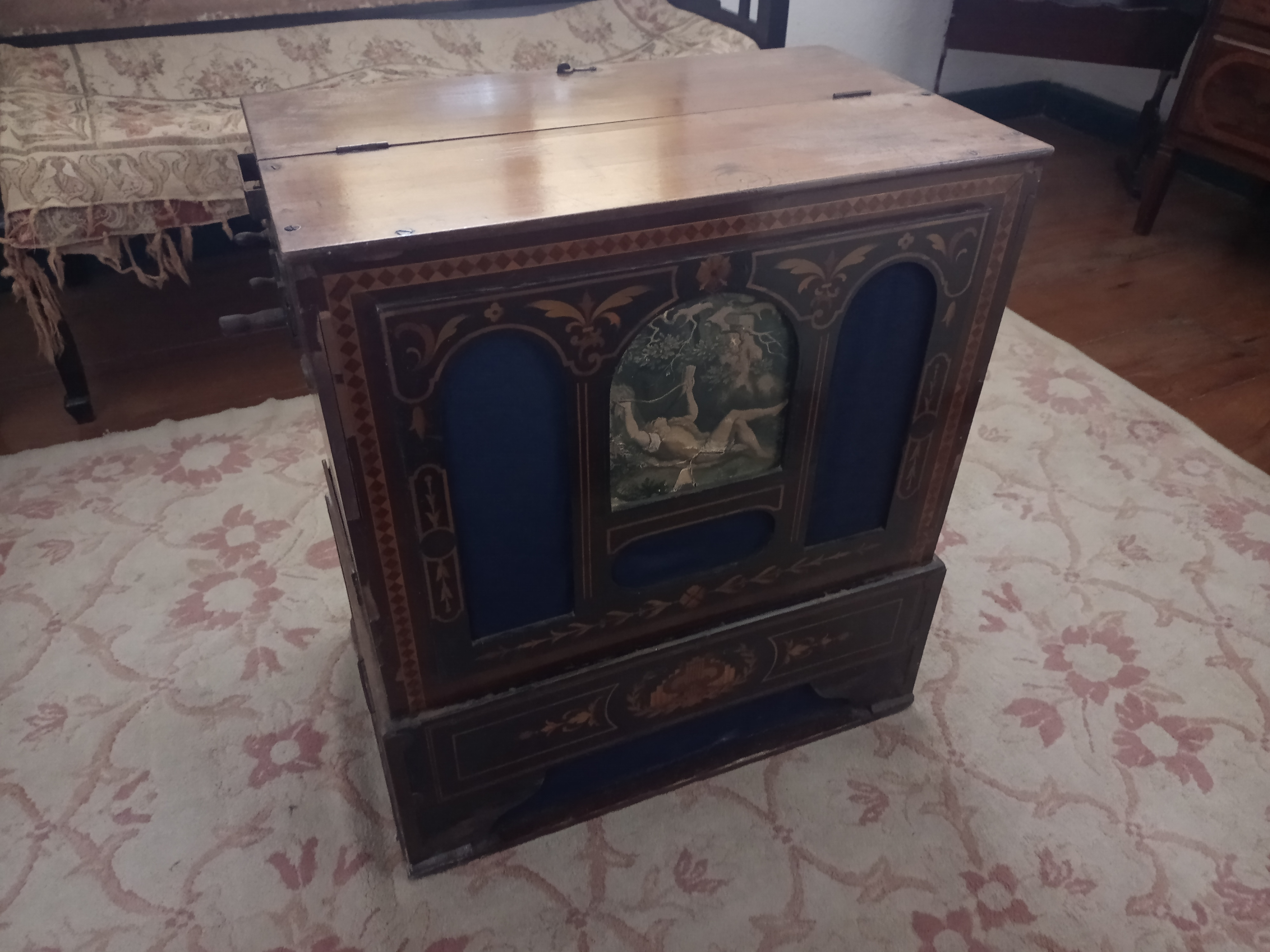
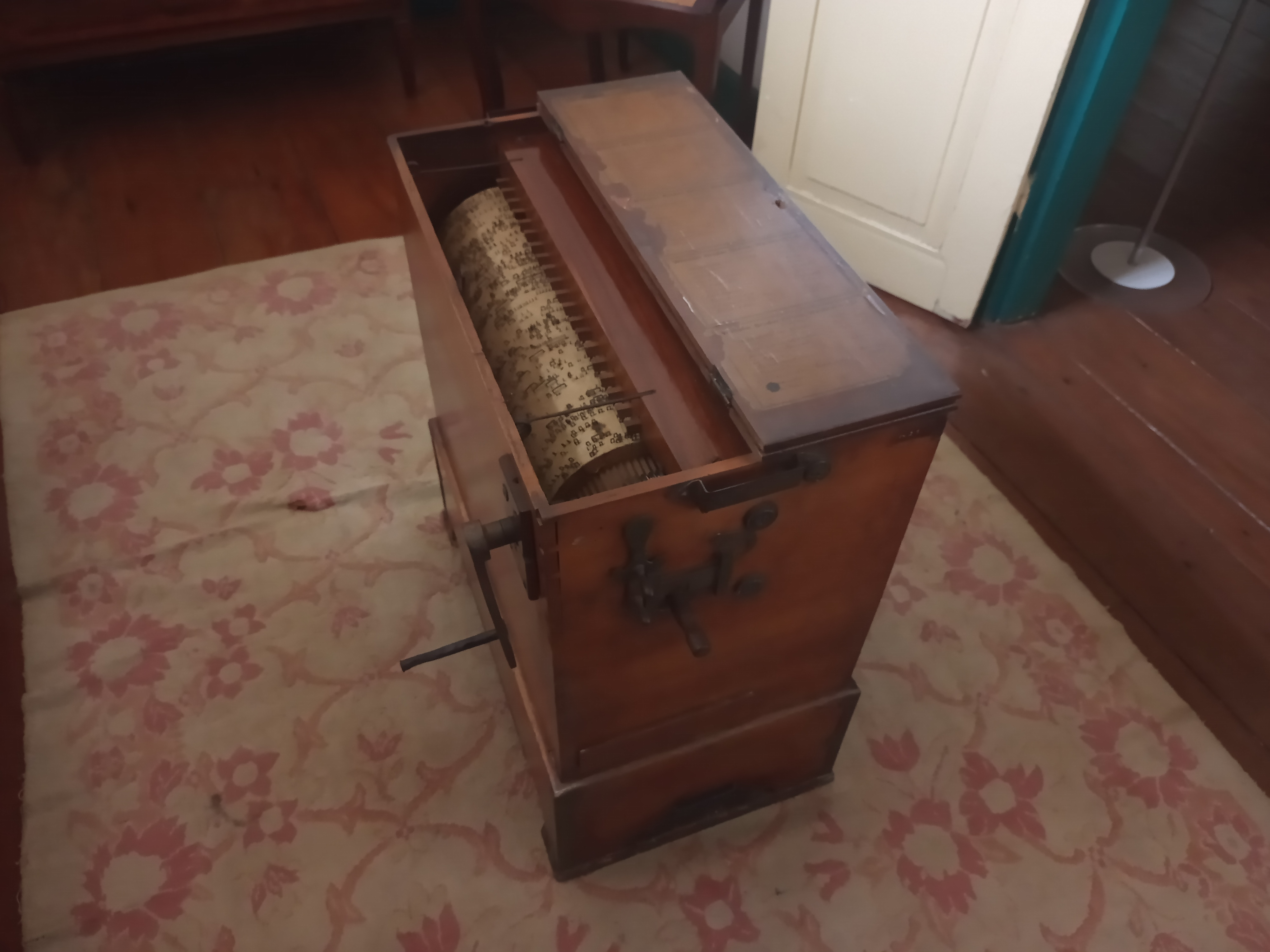
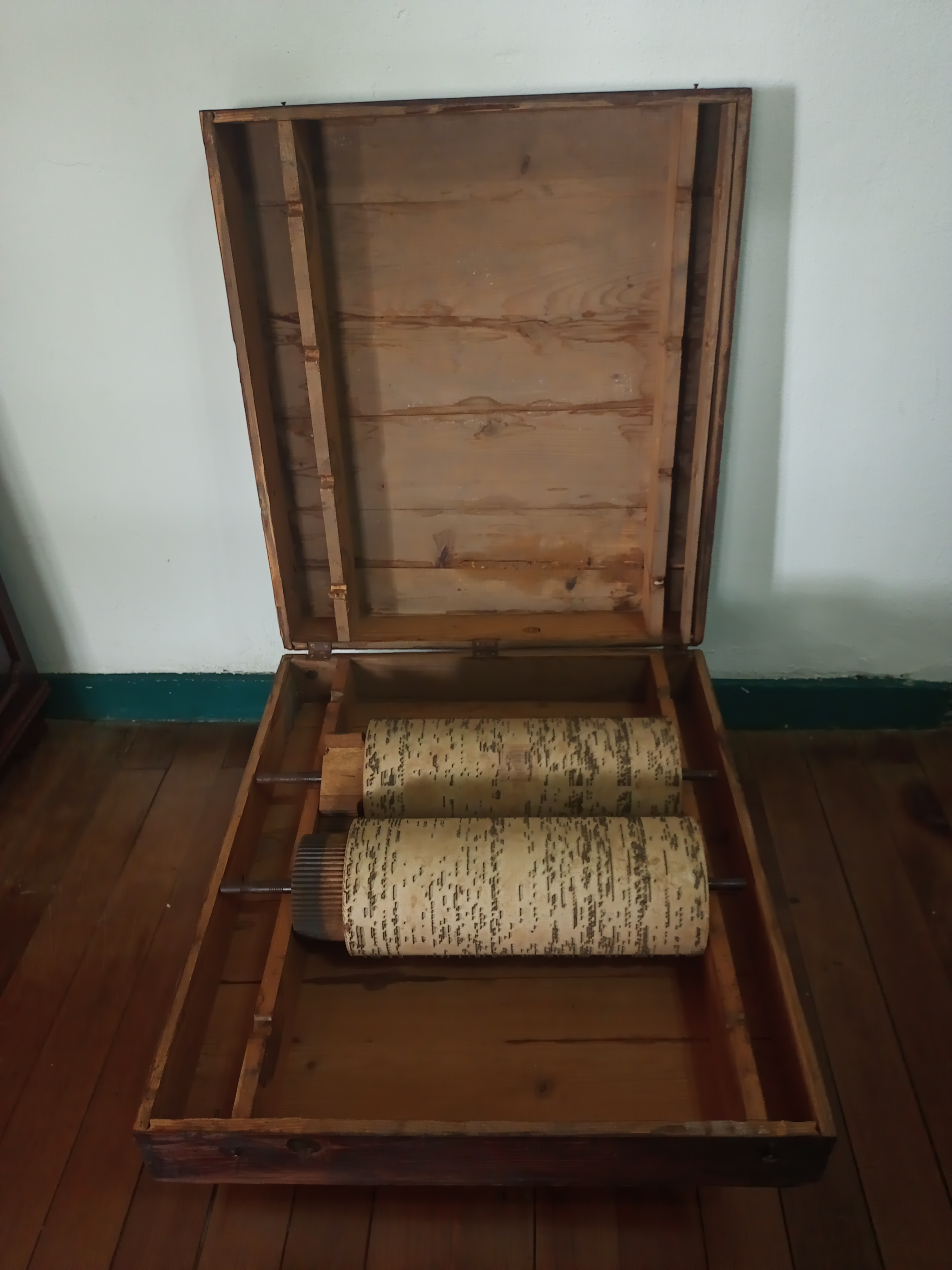
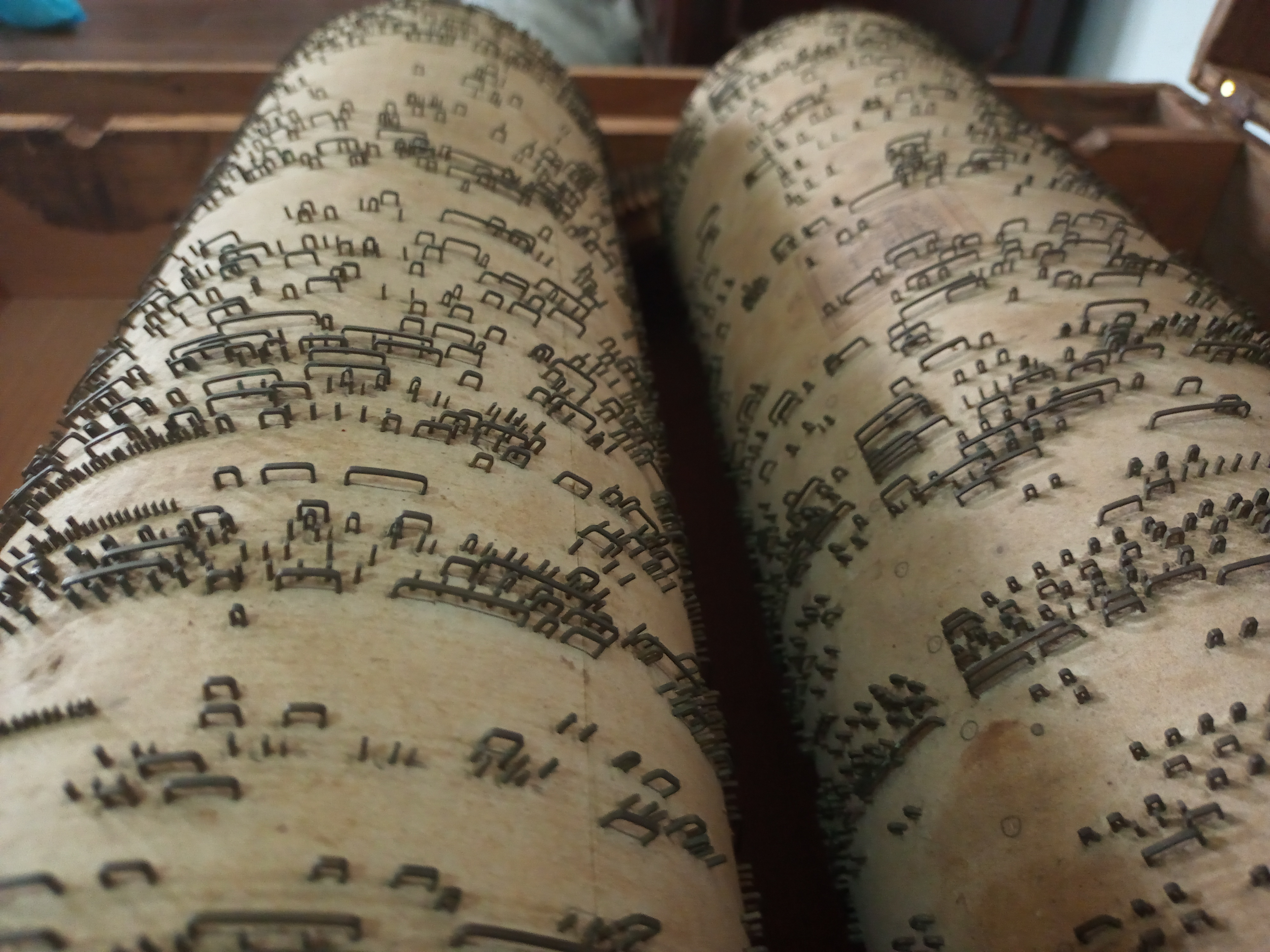